# Julia Margaret Cameron
Julia Margaret Cameron (11 de junio de 1815-26 de enero de 1879) fue una fotógrafa inglesa que se dedicó al retrato fotográfico de corte artístico, así como a la representación escenográfica de alegorías que la enmarcan en la corriente de la fotografía academicista.
Llegó a exponer en la Exposición Intercolonial de 1870, y su obra fue reconocida póstumamente, junto a la de Lewis Carroll, gracias a su reivindicación por parte de los fotógrafos del pictorialismo, así como al apoyo del grupo literario de Bloomsbury y a su sobrina nieta Virginia Woolf.

## Biografía
Nació en Garden Reach, Calcuta, como Julia Margaret Pattle, en el seno de una familia de diez hermanos, de padre (James Peter Pattle) escocés oficial en la Compañía Británica de las Indias Orientales y madre (Adeline Marie de l'Etang) descendiente de aristócratas franceses, el 11 de junio de 1815. Entre 1818 y 1834 estudió en París e Inglaterra. En la India conoce a su marido, Charles Hay Cameron, excelente jurista y dueño de una gran plantación de té, café y caucho en Ceilán (hoy Sri Lanka). Veinte años mayor que ella, le proporciona una vida más que desahogada. Tuvieron seis hijos y otros adoptados. Así en 1848 se mudan a Inglaterra y en 1860 se establecen en la isla de Wight con los Tennyson como vecinos, a los que fotografiará infinidad de veces. En 1863, su hija Julia y su yerno Charles Norman le regalaron una cámara de fotos (construida en madera con un objetivo de la marca Jamin), para paliar la soledad por la ausencia de su marido durante uno de sus viajes, Cameron tiene 48 años de edad y aquí comienza su carrera fotográfica. Cameron era una aristócrata ociosa que encaja perfectamente en la sociedad de la Inglaterra victoriana, y en ese contexto tener de afición la fotografía era bastante exclusivo. Al año siguiente de su regalo obtiene lo que ella llama "su primer logro, su primera fotografía". Ese mismo año es elegida miembro de la Sociedad Fotográfica de Londres y Escocia.
Hace un acuerdo con Colnaghi, que se ocupa de imprimir y vender fotografías y registra sus fotos en el Fine Arts Registres of the Public Record Office, (entre 1854 y 1875).
En 1864 expone en Colnaghi's de Londres. En 1866 expone en la Galería Francesa de Londres y gana la medalla de oro de Berlín. Se compra otra cámara de Placas de 12×15 cm, lente focal de 30 s, trabaja con aperturas abiertas y exposiciones de 3 a 7 minutos. En 1868 expone en la Galería Alemana de Londres y Charles Darwin la contrata para que realice sus retratos.
En 1873 muere de parto Julia Norman, su única hija. Al año siguiente empieza a escribir Annals of my glass house y realiza las fotografías para ilustrar las ediciones del poeta Tennyson del libro Idylls of the king and other poems con doce fotografías de Cameron. En 1875 produce la segunda parte del libro de poemas en el mismo formato que el anterior y se muda a Ceilán. 
Muere en 1879 en este lugar, tras coger un enfriamiento del que no pudo reponerse.
Henry, uno de sus hijos, abrió un estudio fotográfico en Londres.

## Obra

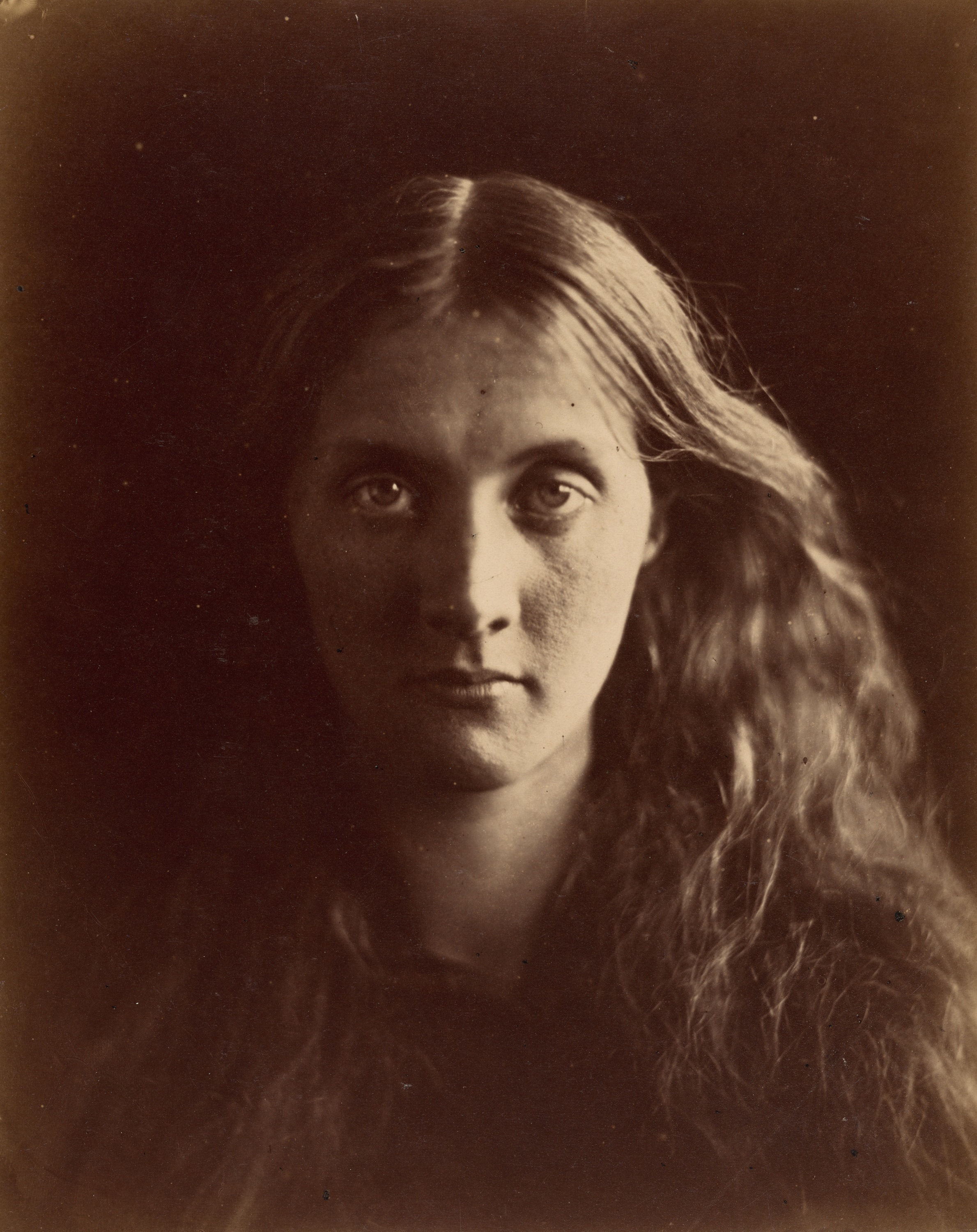
Julia Jackson, un retrato por Julia Margaret Cameron, 1867

Se cree que Oscar Gustav Rejlander y Lewis Carroll la instruyeron en la fotografía, los dos fotógrafos fotografiaron a Cameron, su familia y su casa en la isla de Wight. En 1863 Rejlander fue a la isla de Wight a fotografiar al vecino Tennyson y parece ser que Cameron aprendió las técnicas básicas de él. También estaba en la isla C. Jabez Hughes que escribió que "cuando las mentes que buscan expresar ideas morales y belleza religiosa empleen el arte fotográfico, entonces podrán enorgullecerse de este arte e izarlo." Esta visión concuerda totalmente con la forma de ver la fotografía de Cameron. La literatura, el Renacimiento, la pintura prerrafaelita, con autores como Edward Burne-Jones o John Everett Millais, y la Biblia influenciaron su obra. En una carta dirigida a su amigo Sir John Herschel; Cameron le explicó su intención de alinear la fotografía con el arte, escribió: "mis aspiraciones son ennoblecer la fotografía y alzarla a la categoría de arte, combinando la realidad con la poesía y la belleza ideal". Creía que la fotografía era la forma para resucitar el arte sacro, para los victorianos el arte era una técnica, el arte fino era expresión pero no necesariamente ético, pero el arte alto era el arte sacro.
Por su posición social y económica, Cameron pudo mantenerse fiel a sus principios estéticos con más tenacidad que otros colegas. Transformó en su casa de campo el depósito de carbón en cuarto oscuro y el gallinero en estudio.
Cameron repetía las copias una y otra vez, hasta que se sentía satisfecha del resultado. Jamás retocaba o ampliaba sus negativos: sacaba copias de contacto de sus enormes placas húmedas. Trabajaba convertida en una ermitaña de su profesión, descuidada al vestir, sucia en su propio trabajo (sus negativos llevan manchas y huellas dactilares) y apasionada en sus creaciones.
Se trasladó a la isla de Wight con su familia para vivir cerca de su amigo el poeta Tennyson, allí organizó un verdadero cenáculo literario. La personalidad de Cameron es una mezcla de excentricidad, genio, instinto e inspiración. En sus retratos consigue captar la fuerza expresiva de sus modelos, con tanta maestría como podría hacerlo un pintor. Realizaba exposiciones de 7 segundos en placas de 30x40 cm. Su meta era reproducir la grandeza del hombre interior al mismo tiempo que los rasgos del hombre exterior, lográndolo, como se aprecia en su retrato del Sir John Herschel. Este es un típico retrato masculino de Cameron, el cuerpo es reducido a casi solo la cabeza, sin ningún tipo de referencia externa, la cabeza se convierte en un icono que implica inteligencia, individualismo y, por encima de todo, genialidad. En cambio sus retratos femeninos los trata de forma diferente, estos resaltan la belleza, el ideal de belleza del Renacimiento, a veces con ayuda de complementos, como las alas de la fotografía I Wait que evocan las pinturas de ángeles del Renacimiento.
Una de sus preocupaciones era realizar obras genuinas, captar la belleza ideal que emana del rostro de sus modelos. Sus retratos de primeros planos son en realidad primerísimos planos tal vez con una intención metafísica. Se ve en estos retratos de Cameron una clara influencia de una corriente de pensamiento muy de moda en la Inglaterra de la época que es la frenología, que sostiene que la inteligencia y el carácter de la persona está marcado en la forma de la cabeza, parece que en ello incide la obsesión por analizar los rostros, pero su intención última es profundizar hacia el interior.
Cameron también cultivó la fotografía alegórica academicista con obras como El beso de la paz de 1859, Ruega por nosotros, alegoría de la anunciación para el Ave María, o El aroma de los lirios, entre otras. Es esta producción la que la lleva a ser integrada en la corriente de la fotografía academicista.

### Técnica

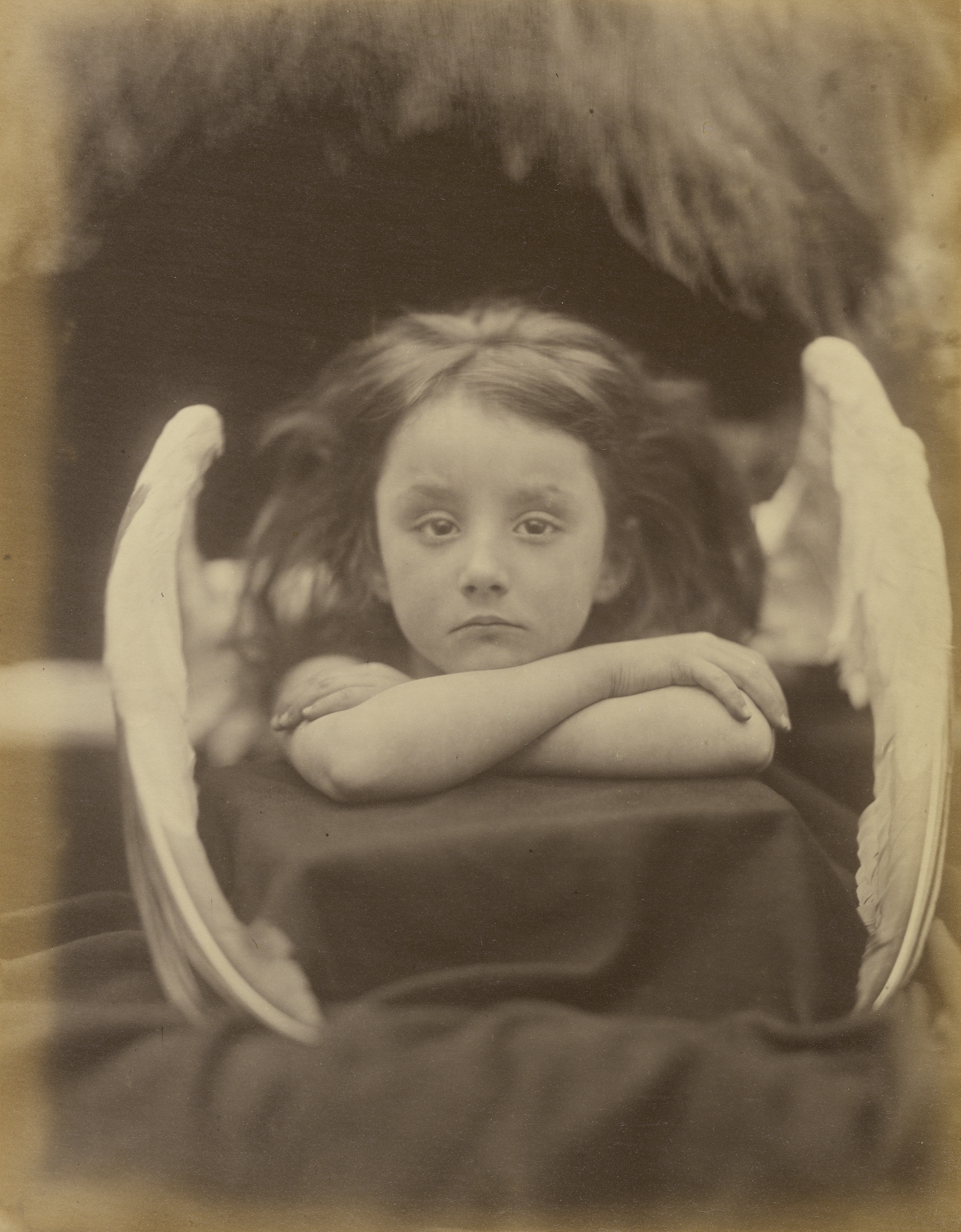
I Wait ("Espero"), años 1860

Los retratos de Cameron tienen un aspecto flou muy peculiar. Se cree que por azar descubrió una combinación de elementos técnicos que le dieron como resultado la falta de nitidez, lo que se convierte en su sello artístico, la búsqueda del efecto flou -un cierto desenfoque con intención. Es este aspecto flou lo que le da el carácter poético a sus fotografías. De ahí que sea considerada uno de los antecedentes del pictorialismo fotográfico de finales del siglo XIX.
Sus fotografías tienen algo de religioso, de pictorialismo cristiano, como las pinturas de Rafael. La historia sagrada se funde con la poesía, como en las fotografías de sus Madonnas, que transmiten la pureza, el niño durmiendo mientras su madre lo cuida...
Despreciaba la técnica, y por ello utilizaba objetivos inadecuados para las placas utilizadas. Le era indiferente que las placas resultaran manchadas o arañadas. Con todo ello pretendía la obtención de unos efectos que alejaran la realidad de las imágenes captadas. Las fotografías estaban realizadas con un objetivo que no cubría el formato de las placas húmedas utilizadas por ella (20x25 y 30x40 cm) y estaban descuidadas, con las placas manchadas o arañadas; por ello los miembros de la London Photographic Society no la admitieron entre ellos. Los fotógrafos la criticaban porque consideraban la calidad de sus fotografías mala, ya que no aprovechaba las ventajas técnicas de la cámara, como la nitidez, pero para ella primaba antes lo estético a lo técnico, buscaba más la expresión poética que la realista, expresión que conseguía sin duda y por la que ha pasado a la historia de la fotografía.
Rechazaba la idea de que la cámara era un objeto para documentar en vez de para crear arte.

### Crítica
Los críticos de su tiempo la atacaron sistemáticamente por sus defectos técnicos, pero ella siguió su sistema revelando el espíritu y los rasgos de los hombres más eminentes de su tiempo.
Los detractores de Cameron asumen que el desenfoque de sus fotos no es deliberado, ese recurso estético, argumentan, es muy posterior a su época. Según estos, algunos de sus retratos están movidos a causa de las prolongadas exposiciones que tenía que soportar el modelo y, otras veces, el desenfoque se debe a los objetivos que utilizaba, inadecuados para captar el detalle.
Según otros críticos el desenfoque sí es deliberado, pues es cómo consigue ese aspecto poético en sus retratos. Muchas de sus fotografías están faltas de luz, ya que solo aplicaba una pobre iluminación cenital. Pero todos estos detalles constituyen el carácter de su obra. Nadie la habría convencido de que apartara un poco su cámara del rostro humano que tenía delante, su pasión acabó por convertirse en ese poético desenfoque que se admira en sus retratos.

### Principales trabajos
Sus maestros fueron sus propios amigos: el poeta Carlyle y el pintor Watts, que había realizado soberbios retratos antes de dedicarse a sus obscuras alegorías. Watts vivía en Londres en casa de una hermana de Cameron, fue invitado por un par de semanas y se quedó 20 años allí. Estimulada por Watts, Cameron realizó algunas fotografías alegóricas y varias ilustraciones para la poesía de Tennyson y muchos retratos de Watts, Tennyson y la mujer de Watts, Ellen Terry.
Sus modelos servían para buscar personajes y sensaciones. Llegó a decirse de ella que contrataba a sus criados según sus cualidades fotogénicas, a los que martirizaba al parecer con larguísimas exposiciones y poses sofisticadas.
Sus retratos más famosos son de personajes ingleses conocidos como artistas, pertenecientes a su círculo de amistades, pero también tenía muchos de personas desconocidas, sobre todo mujeres. Los hay aislados y en grupos, como el conocido Retrato de verano hacia 1865, donde aparecen dos mujeres y niñas en pose deliberadamente artificial y con las miradas perdidas. Hay en esta obra un lirismo artificial ya que no busca el realismo o el naturalismo.
El gusto por la poesía, la formación religiosa y la pintura la llevaron a unir estas tres en sus fotos, creando fotografías de ambiente bíblico, como pinturas religiosas. Sus composiciones alegóricas con varios personajes, tienen un atractivo kitsch y revelan la influencia de su amigo el pintor victoriano George Frederick Watts. Cameron era una ávida creadora de álbumes fotográficos que luego regalaba a amigos y familiares. En 1875, en uno de sus excéntricos arrebatos, decidió volver a Oriente y establecerse en Ceilán, donde dos de sus hijos continuaban regentando sus plantaciones. Nadie pudo detenerla, como ocurría siempre que su voluntad se ponía en marcha. En la estación repartió varias fotografías de Tennyson y Carlyle a los maleteros, como propina. Una vez en Ceilán su afición a la fotografía disminuyó y murió en 1879, aunque realizó algunas fotografías de los indígenas de allí.

## Autobiografía
En su autobiografía Annals of my glass house, publicada en 1874, Cameron nos relata su pasión por la fotografía: esta comienza con la cámara que le regaló su hija y así ella se determina a apresar la belleza con dicha cámara. Al principio nada sabe del manejo de esta, su primer retratado fue un granjero al que pagaba media corona por hora; después de muchas medias coronas gastadas en experimentar, obtuvo su primera fotografía "buena". Después del granjero probó con los niños, y su hijo, de vacaciones de Oxford, la ayudó con la dificultad del enfoque. A la mitad del proceso de conseguir una maravillosa fotografía, un niño rio y le hizo perder la toma de esta. Así que lo intentó con una sola niña, Annie, explicándole el despilfarro de químicos y esfuerzo malgastados si se movía, ya que necesitaba un tiempo de exposición muy largo. Fue así como consiguió su fotografía llamada My first success, (Mi primer éxito); la reveló y amplió en 11x9 y ningún premio posterior le hizo tan feliz como aquel día. En esta autobiografía Cameron nos habla del discutido desenfoque de sus fotografías, nos dice cómo esta primera imagen que tomó la marcó, tanto esta como las demás fotografías estaban un tanto desenfocadas, pero tenían un encanto especial, así que cuando empezaba a enfocar y llegaba a algo que para su ojo era bonito, paraba y lo fotografiaba en vez de continuar hasta el enfoque definitivo que los demás fotógrafos perseguían. Por lo tanto según ella el desenfoque sí era deliberado, pues era algo que ella buscaba.
Cameron nos relata cómo mandó sus fotografías a Escocia, fotos de la Madonna en mayo de 1865 a concurso, pero no ganó. Para estas fotos de la Madonna, Cameron retrató a su amiga Mary Hillier, una de sus más constantes modelos, y a las niñas Elizabeth y Kate Kuhn, hijas de un guarda de la isla de Wight. Vistió a Mary como a la Madonna de las pinturas renacentistas y pintó un halo alrededor de su cabeza directamente en el negativo para imbuir la escena de una sensación sacra. Después las envió a Berlín, la ciudad de la fotografía artística, según ella, y se le premió con una medalla de bronce y al año siguiente con la medalla de oro; el instituto Hartley le premió a su vez con una medalla de plata.
La simpatía personal de sus amigos y familiares la ayudaron en todo momento, su marido miraba todas y cada una de las fotografías con satisfacción y ella tomó por costumbre ir corriendo a enseñarle cada cristal, pues usaba la técnica del colodión húmedo, a su marido, que las acogía con entusiasmo.
En este libro también nos relata cómo fotografiaba a sus amigos, convirtiéndolos en personajes, como cuando fotografió a su amigo Sir Henry Taylor convirtiéndole en el fraile Lawrence, para la fotografía Friar Lawrence and Juliet, o en Próspero, el duque milanés de La Tempestad de Shakespeare en la fotografía Prospero and Miranda, como el rey Lear, etc. O cuando lo fotografiaba en un retrato imitando al profeta Jeremías del pintor Masaccio en su cuadro El tributo del césar, aquí se ve claro la influencia de la pintura pre-Rafaelista, la pintura religiosa italiana en Cameron, tanto que reproducía pinturas con personas reales, retratándolas en vez de pintándolas, pero guardando ese toque pictórico y poético. Nos habla de cuando fotografiaba a su querido amigo Sir Jonh Herschel, del cual realizó varios retratos. También fotografió a su amigo Alfred Tennyson, con quien colaboró ilustrando sus poemas.
Una de sus modelos preferidas fue Julia Jackson, su sobrina, que más tarde sería Mrs Herbert Duckworth y la madre de la famosa escritora Virginia Woolf.